# Европско првенство у атлетици на отвореном 1946 — 80 метара препоне за жене
Такмичење у трци на 80 метара са препонама у женској конкуренцији на 3. Европском првенству у атлетици 1946. у Ослу одржано је 23. августа. на Бислет Стадиону
Титулу освојену у Бечу 1938, није бранила Клаудија Тестони из Италије.

## Земље учеснице
Учествовало је 10 атлетичарки из 7 земаља.
1. Данска (1)
2. Луксембург (1)
3. Пољска (1)
4. СССР (2)
5. Холандија (2)
6. Чехословачка (1)
7. Шведска (2)

## Освајачице медаља
|                             |                    |                       |
| Фани Бланкерс-Кун Холандија | Elene Gokieli СССР | Валентина Фокина СССР |

## Сатница
| Датум       | Време | Коло          |
| ----------- | ----- | ------------- |
| 23. август. | 17:30 | Квалификације |
| 23. ангуст  | 19:00 | Финале        |

## Резултати

### Квалификације
Текмичарке су биле подељене у две групе. У полуфинале су се пласирале по 3 прволасиране из сваке групе (КВ).
| Плас. | Група | Име               | Земља        | Време | Белешка |
| ----- | ----- | ----------------- | ------------ | ----- | ------- |
| 1.    | 1     | Фани Бланкерс-Кун | Холандија    | 11,08 | КВ      |
| 2.    | 2     | Валентина Фокина  | СССР         | 11,08 | КВ      |
| 3.    | 1     | Јелена Гокијели   | СССР         | 11,09 | КВ      |
| 4.    | 1     | Марија Матесова   | Чехословачка | 12,6  | КВ,     |
| 5.    | 2     | Ана Линеа Севгрен | Шведска      | 12,8  | КВ      |
| 6.    | 2     | Ане Иверсон       | Данска       | 13,1  | КВ      |
| 7.    | 1     | Мили Лудвиг       | Луксембург   | 13,2  |         |
| 8.    | 1     | Амела Митан       | Пољска       | 13,4  |         |
| 9.    | 1     | Ингрид Јакобсон   | Шведска      | 14,02 |         |
| 10.   | 2     | Герда Коудијс     | Холандија    | ДИСК. |         |

### Финале
| Плас. | Име               | Земља        | Време | Белешка |
| ----- | ----------------- | ------------ | ----- | ------- |
|       | Фани Бланкерс-Кун | Холандија    | 11,07 |         |
|       | Јелена Гокијели   | СССР         | 11,09 |         |
|       | Валентина Фокина  | СССР         | 11,09 |         |
| 4.    | Ане Иверсон       | Данска       | 12,3  |         |
| 5.    | Ана Линеа Севгрен | Шведска      | 12,4  | '       |
| 6.    | Марија Матесова   | Чехословачка | 12,4  |         |

## Укупни биланс медаља у трци на 80 метара препоне за жене после 3. Европског првенства 1938—1946.[2]
|    | Земља           | Злато | Сребро | Бронза | Укупно |
| -- | --------------- | ----- | ------ | ------ | ------ |
| 1. | Холандија       | 1     | 0      | 1      | 2      |
| 2. | Италија         | 1     | 0      | 0      | 1      |
| 3, | Совјетски Савез | 0     | 1      | 1      | 2      |
| 4. | Немачка         | 0     | 1      | 0      | 1      |
|    | Укупно {4}      | 2     | 2      | 2      | 6      |

|                                         | Земља                                   | Злато                                   | Сребро                                  | Бронза                                  | Укупно                                  |
| Није био вишеструких освајачица медаља. | Није био вишеструких освајачица медаља. | Није био вишеструких освајачица медаља. | Није био вишеструких освајачица медаља. | Није био вишеструких освајачица медаља. | Није био вишеструких освајачица медаља. |
| --------------------------------------- | --------------------------------------- | --------------------------------------- | --------------------------------------- | --------------------------------------- | --------------------------------------- |